# 寰宇匯聚大嶼山
寰宇匯聚大嶼山為以香港新界大嶼山為主題的文化旅遊活動，由大嶼山發展聯盟於2013年10月至12月舉辦首屆。

## 2013年
2013年10月至12月，大嶼山發展聯盟舉辦以首屆寰宇匯聚大嶼山，該項文化旅遊活動由大嶼山多個組織及團體合作籌辦共9項大型項目，包括於10月11日至13日舉辦第8屆銀礦灣沙灘音樂節、由昂坪360於10月下旬舉辦昂坪繽紛感觀麵包節，由飲食專欄作家區碧玲炮製具有大嶼山特色的蝦醬菜肉包和紫背天葵醬包供予遊客品嘗，邀請韓國表演隊伍Pang Show娛賓，以及設置麵包和敲擊樂工作坊予遊客參加、於萬聖節前夕將一艘從未開放的歐洲仿古帆船──濟民號，裝飾為海盜船，供予公眾登船參觀，與西班牙商會合作於11月10日舉辦愉景灣西班牙嘉年華，邀請來自西班牙和香港舞蹈員表演佛蘭明哥及安排工作坊免費教授公眾舞蹈，又有名廚示範如何炮製黑毛豬火腿，並且於11月24日舉辦大澳水鄉情懷展繽紛，在大涌河河面模擬一場水上人婚禮，以舢舨到棚屋接新娘、下聘禮及唱鹹水歌等歷時3日的婚嫁儀式，濃縮至2至3小時予遊客觀賞。

## 2014年
第二屆寰宇匯聚大嶼山於2014年11月至2015年1月舉辦。